# 淺尾纖柱魚
淺尾纖柱魚（学名：Stemonosudis miscella）為輻鰭魚綱仙女魚目帆蜥魚亞目魣蜥魚科的一種，分布於東印度洋蘇門答臘海域，體長可達5.5公分，棲息在表中層水域，生活習性不明。